# Hồ Balaton
Hồ Balaton (tiếng Đức: Plattensee tiếng Slovak: Blatenské jazero) là một hồ nước ngọt ở vùng Transdanubia của Hungary. Đây là hồ lớn nhất Trung Âu, và là một trong những điểm du lịch chính của đất nước. Sông Zala là nguồn cấp nước chính, còn kênh Sió là nguồn thoát nước duy nhất.
Vùng đồi núi cạnh bờ bắc là vùng làm rượu vang lớn của Hungary, còn vùng đất phẳng phía nam lại là nơi tập trung nhiều khu nghỉ dưỡng. Balatonfüred và Hévíz hình thành như những thị trấn nghỉ dưỡng của giới nhà giàu, nhưng tới thế kỷ XIX thì những địa chủ bắt đầu xây nhà nghỉ cho giới trung lưu dần mở rộng.